# Allolabus geniculatus
Allolabus geniculatus es una especie de coleóptero de la familia Attelabidae.

## Distribución geográfica
Habita en Kalimantan (Indonesia).